# Ángel María Fernández
Ángel María Fernández (Medellín, 16 de julio de 1916 - La Mesa (Cundinamarca), 29 de abril de 2022) fue un ingeniero y pintor figurativo Colombiano.

## Trayectoria
Estudio Ingeniería en la Universidad de Antioquia pero su motivación por el arte estaba presente desde su infancia, por eso en 1947 después de fundar su primera empresa "Ingeniería Limitada", inició estudios de bellas artes en la Universidad de Antioquia.
Como ingeniero mecánico y sanitario destacó su trabajo en la participación de obras emblemáticas de Colombia como la realización de los planos para el edificio o Centro Coltejer en la ciudad de Medellín, y parte activa en la construcción del Edificio Avianca y Torre Colpatria en el centro de Bogotá, capital de Colombia.  
Como artista plástico se desempeñó como pintor y dibujante. Su obra figurativa y con fuerte simbolismo humanista y ambiental fue parte de exposiciones individuales y colectivas nacionales e internacionales. Fue un artista prolífico, ejecutó más de 3000 obras en diversas técnicas, durante los últimos años de su vida fue diagnosticado con degeneración macular, pero así continuo pintando incluso con sus dedos como si fueran pinceles; una de sus últimas obras fue "Adiós a las armas", realizada en óleo sobre lienzo pieza para el mosaico itinerante de "Armemos la paz", un proyecto internacional de Artes sin fronteras por la paz que visibiliza y busca concientizar sobre los horrores de la guerra.
Durante la pandemia participó con sus pinturas de manera virtual y física en muestras colectivas internacionales como 360 grados,  "Renacimiento pandémico I y II" en México, "Tierra de Promisión" en Huila y Bogotá, entre otras.  
La Universidad Navarra realizó en mayo de 2022 una exposición colectiva y homenaje póstumo como tributo a su obra y ejemplo de vida, pues a pesar de las dificultades de su salud pintó hasta los últimos años, por lo fue catalogado como el pintor en actividad más longevo de Colombia.